# Ignacy Łempicki (powstaniec listopadowy)
Ignacy Aleksander Łempicki herbu Junosza (ur. 15 sierpnia 1801 w Warszawie, zm. 29 września 1876 w Dreźnie) – polski ziemianin i wojskowy, powstaniec listopadowy.

## Życiorys
Był synem Józefa Łempickiego, chorążego wyszogrodzkiego, szambelana Stanisława Augusta; oraz Urszuli hrabiny Mikorskiej herbu Ostoja.
Ukończył Liceum Warszawskie. W październiku 1820 roku rozpoczął studia na Wydziale Prawa i Administracji Uniwersytetu Warszawskiego. W 1823 uzyskał stopień magistra prawa.
W powstaniu listopadowym służył w stopniu porucznika w 1 Pułku Jazdy Płockiej. Od 13 czerwca 1831 był adiutantem polowym generała Antoniego Giełguda. Za udział w powstaniu otrzymał Krzyż Złoty Orderu Wojennego Virtuti Militari.
Po upadku powstania pozostał w kraju. Był dziedzicem dóbr Noskowo i Płonne w powiecie lipnowskim. Został wylegitymowany ze szlachectwa w Królestwie Polskim w 1837 roku. Został członek Towarzystwa Rolniczego w powiecie lipnowskim.
Ożenił się z Marią Tyszkiewicz, dziedziczką dóbr Balwierzyszki i Iwaniszów w województwie augustowskim. Mieli córkę Marię oraz synów Józefa i Władysława.
Zmarł 29 września 1876 roku w Dreźnie. Został pochowany na cmentarzu Powązkowskim w Warszawie.

## Odznaczenia
- Krzyż Złoty Orderu Wojennego Virtuti Militari (4 czerwca 1831)[3]